# The Moody Blues
The Moody Blues was een Britse band die in de jaren zestig enkele grote hits had met nummers als Go Now!, Nights in White Satin (meermaals), Tuesday Afternoon en Ride My See-Saw, in de jaren zeventig de nummer 1-hit Question en I'm Just a Singer (In a Rock and Roll Band) en twee hits in de jaren tachtig: I Know You're Out There Somewhere en Your Wildest Dreams.

## Samenstelling
De band bestond in zijn hoogtijdagen, tussen 1966-1972, uit:
- Mike Pinder - mellotron, piano, zang;
- John Lodge - gitaar, basgitaar, sitar, zang;
- Justin Hayward - zang, gitaar;
- Ray Thomas - fluit, zang;
- Graeme Edge - drums, zang.

## Geschiedenis

### Tot 1967
In 1964 kwamen The Krew Cats met Ray Thomas en Mike Pinder terug van een tournee in Duitsland. The Beatles vierden triomfen, in hun geboorteplaats Birmingham troffen Thomas en Pinder een groot aantal bands aan. De mannen gingen aan de slag, maar John Lodge studeerde nog en speelde in amateurbands. Niettemin begonnen ze een plaatselijke 'superband': The Moody Blues 5, later de M&B5 en ten slotte: The Moody Blues. Leden zijn dan:
- Ray Thomas - zang, harp
- Mike Pinder - zang, toetsen
- Graeme Edge - drums
- Denny Laine - solozang en gitaar
- Clint Warwick - basgitaar

Manager Tony Secunda slaagt erin hen een paar plaatjes te laten opnemen voor Decca, waarvan Go Now een wereldwijd succes wordt. Hierna volgen I don't want to go on without you en From the bottom of your heart; langzame ballads, die het succes van Go Now niet kunnen evenaren. De band is tot dan toe vooral bekend met rhythm-and-blues.
Ook de volgende nummers halen de hoogste regionen van de hitparade niet. De lp The Magnificent Moodies is wel goed van kwaliteit maar verkoopt te weinig om de band in de belangstelling te houden. Laine en Pinder hebben zich intussen tot de schrijvers van de groep ontwikkeld.
In juni 1966 verlaat Clint Warwick de groep. Aanvankelijk wordt Klaus Voormann benaderd als opvolger, maar die wijst het aanbod af. Rod Clark stemt wel in en gaat mee op tournee naar Denemarken en Nederland. Uiteindelijk blijft hij maar kort en al in oktober kan John Lodge als nieuwe bassist het podium op. Pinder en Thomas kennen Lodge nog uit hun tijd van El Riot and The Rebels. Omdat het succes uitblijft, stapt enkele dagen later ook Denny Laine op. De groep heeft echter nog wel werk en moet hard op zoek naar een nieuwe gitarist. De keuze valt op Justin Hayward, die eerder speelde met The Wilde Three van zanger Marty Wilde. Hij heeft ook twee solo-singles opgenomen, maar is daarmee niet doorgebroken. Hayward probeert het dan maar als gitarist in een band en benadert aanvankelijk Eric Burdon, die bezig is met de vorming van The New Animals. Die sollicitatie loopt op niets uit, zodat hij open staat voor het verzoek van Pinder en Thomas om zich bij hen aan te sluiten.
Met de komst van deze nieuwe bandleden verandert de muziekstijl. De eerste singles in deze bezetting worden in het voorjaar van 1967 opgenomen. Fly me high en Leave this man alone zijn allebei composities van Hayward en sluiten meer aan bij de vooruitstrevende popmuziek van die tijd. Mike Pinder maakt met het eveneens in die periode opgenomen Love and beauty eveneens een grote ommezwaai. Hij bekeert zich tot de symfonische rock en stapt over van de piano op de mellotron.
Als de band eind 1967, op aandringen van platenmaatschappij Decca, de studio in gaat om een popbewerking te maken van de Negende symfonie Uit de Nieuwe Wereld van Antonín Dvořák komt de grote doorbraak. Die Dvořák-bewerking komt er nooit, want de Moodies besluiten een eigen album op te nemen, waarin pop en orkestmuziek worden gecombineerd: Days of Future Passed.

### 1967-1977

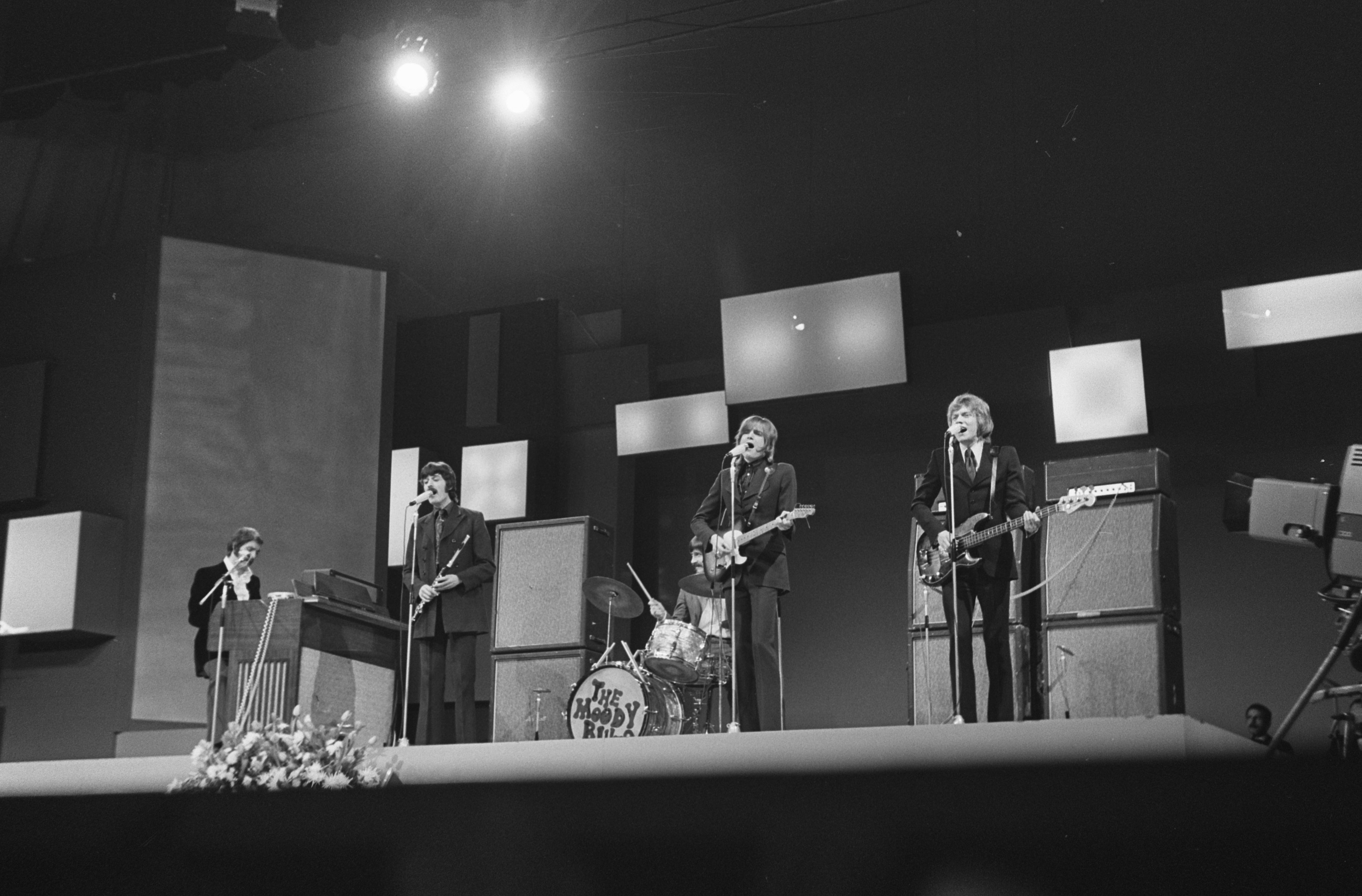
The Moody Blues in Nederland (1969)

Days of Future Passed leverde twee gigantische hits op: Nights in White Satin en Tuesday Afternoon. De muziek op dit album had weinig overeenkomsten meer met de R&B van de oorspronkelijke band maar was doorspekt met klassieke invloeden, mede door het gebruik van een orkest. Het wordt in brede kring beschouwd als de meest geslaagde poging een stuk op te nemen waarin pop en klassiek gecombineerd zijn. Op het volgende album, In Search of the Lost Chord (1968), werd een meer psychedelische richting ingeslagen en werd het orkest vervangen door Pinders mellotron. Deze richting werd voortgezet op de volgende vijf albums: On the Threshold of a Dream (1969), To our Children's Children's Children (1969), A Question of Balance (1970), Every Good Boy Deserves Favour (1971) en Seventh Sojourn (1972). Een van de opvallendste dingen aan de albums is dat de tracks in elkaar overlopen, dat was vernieuwend voor die tijd.
Na de aansluitende tournee besloot de band een rustperiode voor onbepaalde tijd in te lassen. Hayward en Lodge brachten in 1975 de single Blue Guitar en het album Blue Jays uit. Solo brachten beide heren in 1977 ook nog albums uit. Van John Lodge verscheen Natural Avenue en van Justin Hayward Songwriter. Graeme Edge en Ray Thomas brachten twee soloalbums uit, terwijl The Promise uit 1976 Mike Pinders enige soloalbum was uit die periode. Van Ray Thomas kwamen From mighty Oaks en Hopes, wishes and dreams.

### 1978-1998
Het reüniealbum dat in 1978 verscheen, Octave, was het laatste album waarop Mike Pinder te horen was. Hoewel het album niet zo sterk was als zijn voorgangers leverde het zowaar weer een prima hit op: Had to fall in love. Na Octave verhuisde Mike Pinder naar de Verenigde Staten om meer tijd met zijn gezin door te brengen. De uit Yes afkomstige Patrick Moraz verving hem. In 1981 volgde nog Long Distance Voyager. Hoewel het album met name in de VS zeer succesvol was, bleek Mike Pinders invloed op het typische Moody Blues-geluid veel groter dan verwacht. Op verdere albums bleek het gemis van Pinder steeds meer, en het vernieuwende en de unieke stijl van de begintijd leek te zijn verdwenen. De groep maakte desondanks in de VS nog een soort revival mee met de hitsingle Your Wildest Dreams afkomstig van het album The Other Side of Life (1986). Patrick Moraz zou uiteindelijk de band in 1990 verlaten, hoewel hij nog wel te horen was op Keys of the Kingdom dat in 1991 verscheen.

### Na 1999

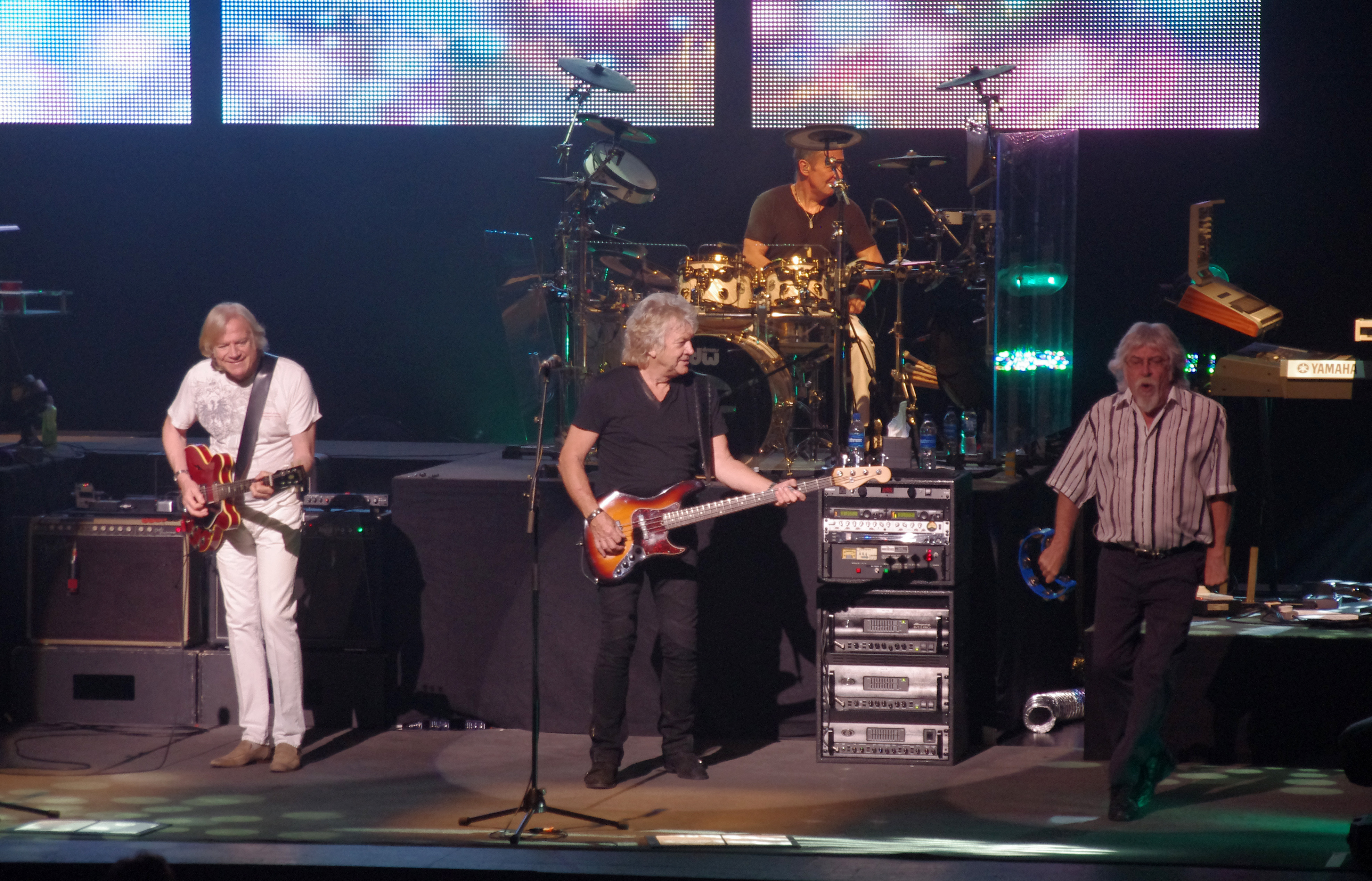
Moody Blues in Bristol (2013)

Strange Times (1999) was het laatste album waaraan Ray Thomas zijn medewerking verleende. Na nog enkele jaren met de band concerten te hebben gegeven, stapte ook hij op, om gezondheidsredenen. Daarna traden de Justin Hayward, Graeme Edge en John Lodge als trio op, meestal aangevuld met een serie sessiemuzikanten. Als trio bracht de groep in 2003 nog het kerstalbum December uit. In 2004, 2006, 2008, 2010, 2013 en 2015 gaven ze uitverkochte concerten in de Heineken Music Hall. De band trad vooral nog veel in de Verenigde Staten op.
In 2018 werden The Moody Blues opgenomen in de Rock and Roll Hall of Fame. Bij die gelegenheid trad de groep nog eenmaal op. Graeme Edge liet naar aanleiding daarvan weten al te hebben willen stoppen. De band was na dit optreden niet meer live te horen.
Op 4 januari 2018 stierf Ray Thomas, 76 jaar oud. In november 2021 overleed Graeme Edge op 80-jarige leeftijd in Sarasota. Hayward liet in een reactie daarop weten dat zonder Edge de groep niet meer bestond. Op 5 december 2023 overleed Denny Laine op 79-jarige leeftijd aan een longziekte. Mike Pinder overleed op 24 april 2024 op 82-jarige leeftijd.

## Discografie

### Albums
- 1965 The Magnificent Moodies
  - Go Now' The Moody Blues#1, USA-titel, (London LL-3428, PS-428)
  - In The Beginning, (Deram DES-18051, 1970, heruitgave van: The Magnificent Moodies)
- 1966 On Boulevard de la Madeleine, (Decca XBY 846030 - stereo)
- 1967 Days of Future Passed, (Deram DE-16012, DES-18012)
- 1968 In Search of the Lost Chord, (Deram DES-18017)
- 1969 On the Threshold of a Dream, (Deram DES-18025)
- 1969 To Our Children's Children's Children, (Threshold THS-1)
- 1970 A Question of Balance, (Threshold THS-3)
- 1971 Every Good Boy Deserves Favour, (Threshold THS-5)
- 1972 Seventh Sojourn, (Threshold THS-7)
- 1978 Octave, (London PS-708)
- 1981 Long Distance Voyager, (Threshold TRL-2901)
- 1983 The Present, (Threshold TRL-2902)
- 1986 The Other Side of Life, (Threshold 829179)
- 1988 Sur La Mer, (Polydor 835756)
- 1991 Keys of the Kingdom, (Polydor 849558)
- 1999 Strange Times, (Universal 153565)
- 2001 Hayward en Lodge verzorgen 2 tracks van de soundtrack Journey into amazing caves
- 2003 December, album met kerstliedjes

In 2006 zijn de vijf albums uit de jaren 1967-1970, met bonusmateriaal, opnieuw uitgegeven op sacd; in april 2007 volgden sacd-versies van Every Good Boy en Seventh Sojourn.

### Live-opnames
- 1970 The Lost Performance - Live in Paris, (dvd 500711)
- 1977 The Moody Blues Caught Live +5, (London 2PS-690/691)
- 1991 The Moody Blues Live at Montreux, (dvd 034504 947573)
- 1993 A Night at Red Rocks with the Colorado Symphony Orchestra
- 2000 Hall Of Fame - Live at the Royal Albert Hall
- 2005 Lovely to See You: dubbel album
- 2007 Live at the BBC: 1967-1970
- 2008 The Moody Blues - Live at the Isle of Wight Festival 1970
- 2017 Days of Future Passed Live

### Compilaties
- 1974 This Is The Moody Blues, dubbel album, (Threshold THS 13/14)
- 1985 Voices In The Sky: The Best Of The Moody Blues, (Threshold 820155)
- 1987 Prelude, (periode: 1967-1969, odds & ends), (London 820517)
- 1989 Greatest Hits, (Polydor 840659)
- 1989 Songs in White Satin, (Phonogram B.V. 820797-2)
- 1996 Time Traveller
- 1997 The Best of The Moody Blues
- 1998 Anthology
- 1999 The Universal Masters Collection | Classic Moody Blues
- 2000 The Millennium Collection | The Best of the Moody Blues
- 2003 Say it with love
- 2003 Ballads
- 2005 Moody Blues | Gold
- 2006 An Introduction to The Moody Blues
- 2007 Collected

### Singles
- aug 1964, Steal Your Heart Away
- nov 1964, Go Now! - UK #1 / US #10 / Ned #8
- feb 1965, I Don't Want to Go on Without You - UK #33
- mei 1965, From the Bottom of My Heart (I Love You) - UK #22 / US #93
- okt 1965, Everyday - UK #44
- mrt 1966, Stop! - US #98
- okt 1966, Boulevard de la Madeleine
- jan 1967, Life's Not Life
- mei 1967, Fly Me High
- aug 1967, Love and Beauty
- nov 1967, Nights in White Satin / Cities - UK #19 / UK #9 / US #103 / US #2, (1972 re-issue, 4:26) / Ned #1 (Parool Top 20), #2 (Top 40)
- 1968 Tuesday afternoon / Another Morning - US #24
- 1968 Voices in the Sky - UK #27 / Ned #16
- 1968 Ride My See-Saw - UK #42 / US #61
- 1969 Never Comes the Day - US #91
- 1970 Question - UK #2 / US #21 / Ned #1
- 1970 Melancholy Man
- 1971 The Story in Your Eyes - US #23 / (op verzoek van de band is het nummer niet in de UK op de markt gebracht) / Ned #11
- 1972 Isn't Life Strange - UK #13 / US #29
- 1973 I'm Just a Singer (In a Rock and Roll Band) - UK #36 / US #12 / Ned #4
- 1975 Blue Guitar (nummer van Justin Hayward & John Lodge) - UK #8 / US #94
- 1978 Steppin' in a Slide Zone - US #38
- 1978 Had to fall in love - Ned #18
- 1978 Driftwood - US #59
- 1981 Gemini Dream - US #12
- 1981 The Voice - US #15
- 1981 Talking Out of Turn - US #65
- 1983 Blue World - UK #35 / US #62
- 1983 Sitting at the Wheel - US #27
- 1986 Your Wildest Dreams - US #9
- 1986 The Other Side Of Life - US #58
- 1988 I Know You're Out There Somewhere - UK #52 / US #30
- 1988 No More Lies
- 1991 Say It With Love / Lean on Me (Tonight)
- 1991 Bless the Wings
- 1999 English Sunset

### NPO Radio 2 Top 2000
| Nummers met noteringen in de NPO Radio 2 Top 2000 | '99  | '00  | '01  | '02  | '03 | '04  | '05  | '06  | '07  | '08  | '09  | '10  | '11  | '12  | '13  | '14  | '15  | '16  | '17  | '18  | '19  | '20  | '21  | '22  | '23  | '24  |
| ------------------------------------------------- | ---- | ---- | ---- | ---- | --- | ---- | ---- | ---- | ---- | ---- | ---- | ---- | ---- | ---- | ---- | ---- | ---- | ---- | ---- | ---- | ---- | ---- | ---- | ---- | ---- | ---- |
| Boulevard de la Madeleine                         | 751  | 666  | 576  | 737  | 855 | 764  | 773  | 679  | 885  | 736  | 814  | 1003 | 1018 | 929  | 909  | 1090 | 1572 | -    | -    | -    | -    | -    | -    | -    | -    | -    |
| Go Now!                                           | 900  | 827  | 1335 | 870  | 845 | 969  | 995  | 1104 | 1179 | 1033 | 1174 | 1286 | 1518 | 1238 | 1140 | 1260 | -    | -    | -    | -    | -    | -    | -    | -    | -    | -    |
| Had to Fall in Love                               | 1201 | 1025 | 712  | 680  | 894 | 1104 | 1194 | 1091 | 1196 | 1063 | 1316 | 1291 | 1438 | 994  | 992  | 1123 | 1629 | -    | -    | -    | -    | -    | -    | -    | -    | -    |
| I'm Just a Singer                                 | -    | 701  | 777  | 823  | 882 | 944  | 885  | 887  | 1339 | 950  | 1051 | 1132 | 1382 | 1196 | 1096 | 1240 | 1940 | -    | -    | -    | -    | -    | -    | -    | -    | -    |
| Nights in White Satin                             | 15   | 25   | 29   | 23   | 28  | 33   | 35   | 23   | 50   | 31   | 42   | 41   | 45   | 65   | 68   | 76   | 102  | 122  | 124  | 111  | 128  | 145  | 129  | 159  | 155  | 164  |
| Question                                          | 257  | 271  | 165  | 182  | 154 | 223  | 226  | 197  | 311  | 206  | 252  | 292  | 340  | 350  | 391  | 475  | 678  | 993  | 953  | 969  | 940  | 1118 | 1073 | 1108 | 1191 | 1182 |
| Ride My See-Saw                                   | -    | 1465 | 1389 | 1762 | -   | 1732 | 1888 | 1956 | -    | 1995 | -    | -    | -    | -    | 1767 | 1880 | -    | -    | -    | -    | -    | -    | -    | -    | -    | -    |
| The Story in Your Eyes                            | -    | -    | -    | -    | -   | -    | -    | 1651 | -    | -    | 1601 | -    | 1955 | 1825 | 1429 | 1512 | -    | -    | -    | -    | -    | -    | -    | -    | -    | -    |
| Tuesday Afternoon                                 | 1007 | -    | 821  | 404  | 598 | 554  | 616  | 553  | 870  | 621  | 630  | 661  | 777  | 933  | 713  | 842  | 1152 | 1569 | 1820 | 1363 | 1361 | 1608 | 1559 | 1652 | 1744 | 1608 |

1. ↑  Een '-' betekent dat het nummer niet was genoteerd en een vetgedrukt getal geeft de hoogste notering van een nummer aan.

### Dvd's
| Dvd's met hitnoteringen in de Nederlandse Music Top 30 | Datum van verschijnen | Datum van binnenkomst | Hoogste positie | Aantal weken | Opmerkingen |
| ------------------------------------------------------ | --------------------- | --------------------- | --------------- | ------------ | ----------- |
| Hall of fame - Live at the Royal Albert Hall           | 2002                  | 23-03-2002            | 8               | 4            |             |
| Days of future passed - live                           | 2018                  | 31-03-2018            | 1(1wk)          | 1            |             |